# Фолдатс, Эрнест
Эрнест Фолдатс (латыш. Ernests Foldāts, исп. Ernesto Foldats Andins, 15 марта 1925, Лиепая — 15 января 2003, Каракас) — ботаник, известный исследователь орхидей. Педагог и общественный деятель. Заслуженный профессор Венесуэлского центрального университета, Института национального парка Венесуэлы и Латвийского университета. Иностранный член Латвийской академии наук. Декан факультета наук Венесуэлского центрального университета и директор департамента ботаники. Директор биологической школы в Венесуэле. Заслуженный доктор наук Латвийского университета.
Эрнест Фолдатс родился в Лиепае, где получил начальное образование. Затем вступил в Латышский легион. В 1948 году эмигрировал в Америку. С 1949 по 1954 год учился в Венесуэлском центральном университете. В 1964 году Эрнест Фолдатс проводил исследования в Южной Америке по орхидеям. В период пребывания и работы в Венесуэле он собрал и систематизировал весьма большой пласт информации об орхидеях и описал около 70 неизвестных видов. В 1998 году Академией наук Венесуэлы Фолдатс был избран ведущим биологом страны и получил международную Креольскую награду (International Creole award).

## Главные работы
- Foldats, Ernesto (1969-). Orchidaceae. Caracas] Edicion Especial del Instituto Botanico. http://www.worldcat.org/oclc/608047.
- Foldats, Ernesto (1969). Contríbucíón a la Orquídíoflora de Venezuela. Caracas, Empresa «El Cojo». http://www.worldcat.org/oclc/77560622.
- «Venecuēlas orhideju flora» (5 sējumos), Ernests Foldāts